# Alex Parker
Alexander Hershaw Parker (Irvine, 2 de agosto de 1935 - 7 de janeiro de 2010) foi um futebolista escocês que atuou no  Falkirk, Everton e na Seleção Escocesa, entre outros. Parker foi nomeado na Equipe do Milênio de Falkirk e no Hall da Fama do Everton.

## Carreira
Parker começou sua carreira no Kello Rovers e tornando semi-profissional quando se juntou ao Falkirk em 1952. O destaque do tempo de Parker com os Bairns foi a vitória na Copa da Escócia em 1957, quando derrotaram o Kilmarnock.
Ele também se tornou um jogador regular da Seleção Escocesa durante este período, jogando seu primeiro jogo contra Portugal em 1955. Ele foi selecionado para integrar a equipe da Copa do Mundo de 1958, fazendo uma aparição contra o Paraguai.
Parker mudou-se para Merseyside em junho de 1958, quando o Everton pagou £18.000 em uma dupla contratação de Parker e Eddie O'Hara, ambos do Falkirk. A estréia de Parker nos Toffees foi adiada por sua exigência de cumprir o Serviço Nacional no Chipre. Ele acabou se tornando um defensor do time que venceu a Primeira Divisão na temporada 1962-1963, terminando com seis pontos à frente do vice-campeão, Tottenham.
Após este triunfo, no entanto, lesões nos isquiotibiais começaram a incomodar Parker e ele deixou o Goodison Park em 1965.
Ele se juntou a Southport por £ 2,000 e ficou 3 anos jogando nos Sandgrounders. Depois, Parker mudou-se para a Irlanda do Norte para se tornar jogador-manager do Ballymena United.
Ele assinou contrato com o Drumcondra em dezembro de 1969 e fez sua estreia na Liga em 4 de janeiro de 1970, em uma derrota por 3 a 1 para o Dundalk. Ele se aposentou em 1970.

## Aposentadoria e Morte
Após sua aposentadoria do mundo do futebol, Parker tornou-se dono de um bar em Runcorn. Parker morreu de um ataque cardíaco em 7 de janeiro de 2010.

## Títulos
Falkirk
- Copa da Escócia (1): 1956–57

Everton
- First Division (1): 1962–63